# زويا بورياك
زويا بورياك (بالروسية: Зоя Буряк)‏ هي ممثلة روسية، ولدت في 6 نوفمبر 1966 بكراسنويارسك في روسيا.

## وصلات خارجية
- زويا بورياك على موقع IMDb (الإنجليزية)
- زويا بورياك على موقع قاعدة بيانات الفيلم (الإنجليزية)
- زويا بورياك على موقع كينوبويسك (الروسية)